# هينينج بيترسن
هينينج بيترسن هو دراج دنماركي، ولد في 3 سبتمبر 1939 في كوبنهاغن في الدنمارك.

## وصلات خارجية
- هينينج بيترسن على موقع أرشيف الدراجات (الإنجليزية)
- هينينج بيترسن على موقع إحصائيات الدراجات الإحترافية (الإنجليزية)
- هينينج بيترسن على موقع أوليمبيديا (الإنجليزية)